# Xã Greensburg, Quận Knox, Missouri
Xã Greensburg (tiếng Anh: Greensburg Township) là một xã thuộc quận Knox, tiểu bang Missouri, Hoa Kỳ. Năm 2010, dân số của xã này là 400 người.